# David Füleki

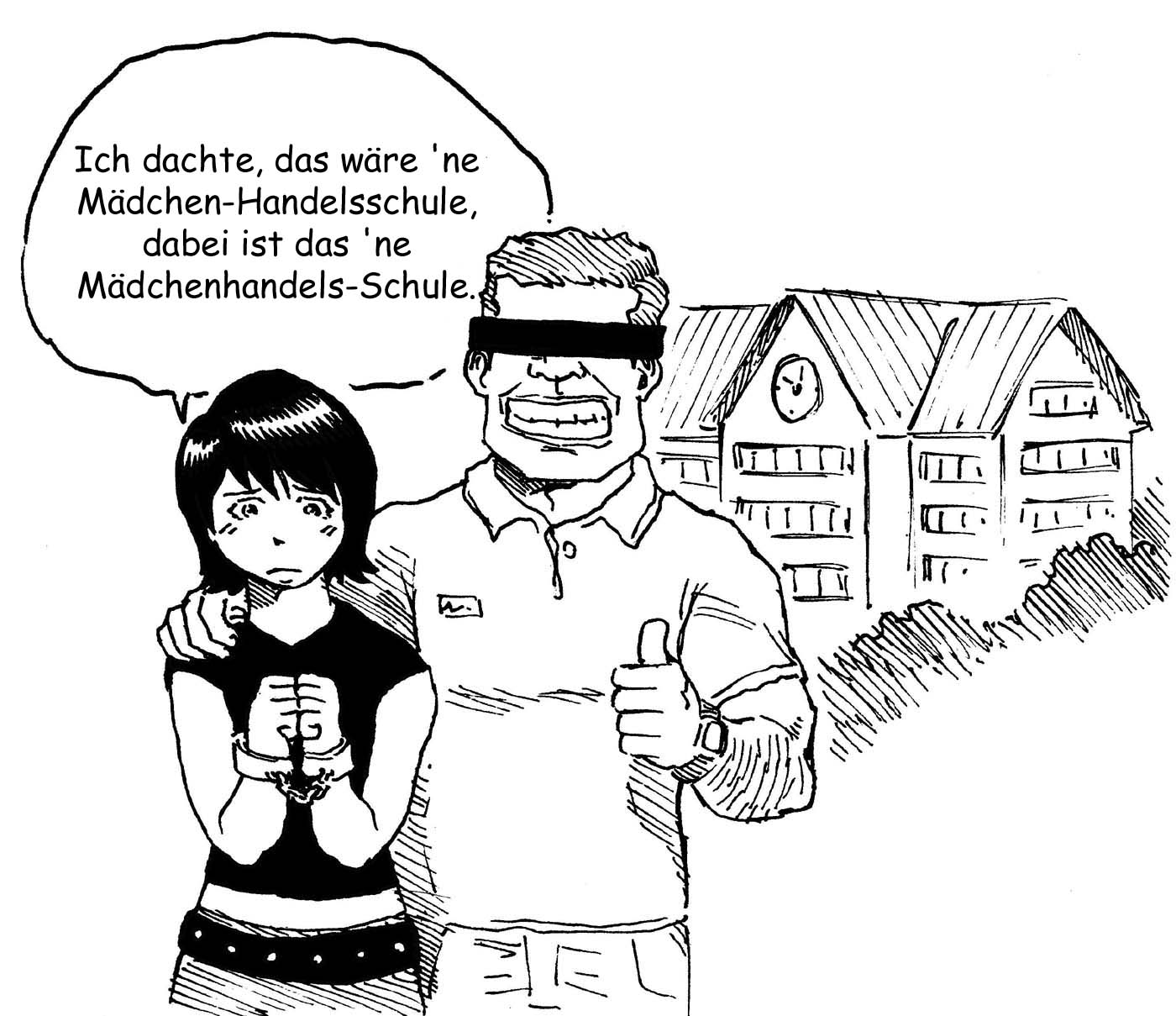

David Füleki (né le 24 août 1985) est un auteur de bande dessinée allemand.

## Biographie
Il travaille pour Tokyopop, Delfinium Prints et Shounen Go! Go!.

## Publications
- (de) Vereinigung der Superkrieger introducing Toh-Fu (2001, Carlsen Comics)
- (de) Die Gabe (2005, Carlsen Comics)
- (de) Die höchst fragwürdige Resozialisierung des Wilbert Plumduff oder Die Rückkehr der Robo-Affen (2006, Tokyopop)
- (de) Im Zocken vereint: Über die Entstehung der neuen Gemeinschaft der Computerspieler (2008, GRIN Verlag)
- (de) 78 Tage auf der Straße des Hasses #1: Mofi spielt Baseball (2008, Delfinium Prints)
- (de) 78 Tage auf der Straße des Hasses #2: Lausbuben Battle Royal (2008, Delfinium Prints)
- (de) 78 Tage auf der Straße des Hasses #3: Anderthalb Tage auf der Insel des Hasses (2008, Delfinium Prints)
- The Big L (2008, Shounen Go!Go!)
- (de) Suburbia Highschool #1: Willkommen an der Suburbia Highschool! (2008, Delfinium Prints)
- (de) 78 Tage auf der Straße des Hasses #4: Chicken Melee Style der 1000 Methoden versus Boston Bleach Bones' Nekromantie (2008, Delfinium Prints)
- (de) Geschmacklose Hülle - Kritischer Kern: Eine Analyse des derben Zeichentricks für Erwachsene am Beispiel von Drawn Together (2008, GRIN Verlag)
- (de) Super Epic Brawl Omega: Meister zwischen den Welten (2009, Shounen Go!Go!)
- (de) 78 Tage auf der Straße des Hasses #5: Zombies, Pfaffen, Herz-Konverter (2009, Delfinium Prints)
- (de) Suburbia Highschool #2: Bad Hair Day (2009, Delfinium Prints)
- (de) Struwwelpeter: Die Rückkehr (2009, Tokyopop)
- (de) 78 Tage auf der Straße des Hasses #6: Gegen die Herren mit Hut (2010, Delfinium Prints)
- (de) 78 Tage auf der Straße des Hasses #7: Night of the dying living Dead (2010, Delfinium Prints)

## Distinction
- 2015 : Prix Peng ! du meilleur manga allemand pour 78 Tage auf der Straße des Hasses